# Les Indes galantes

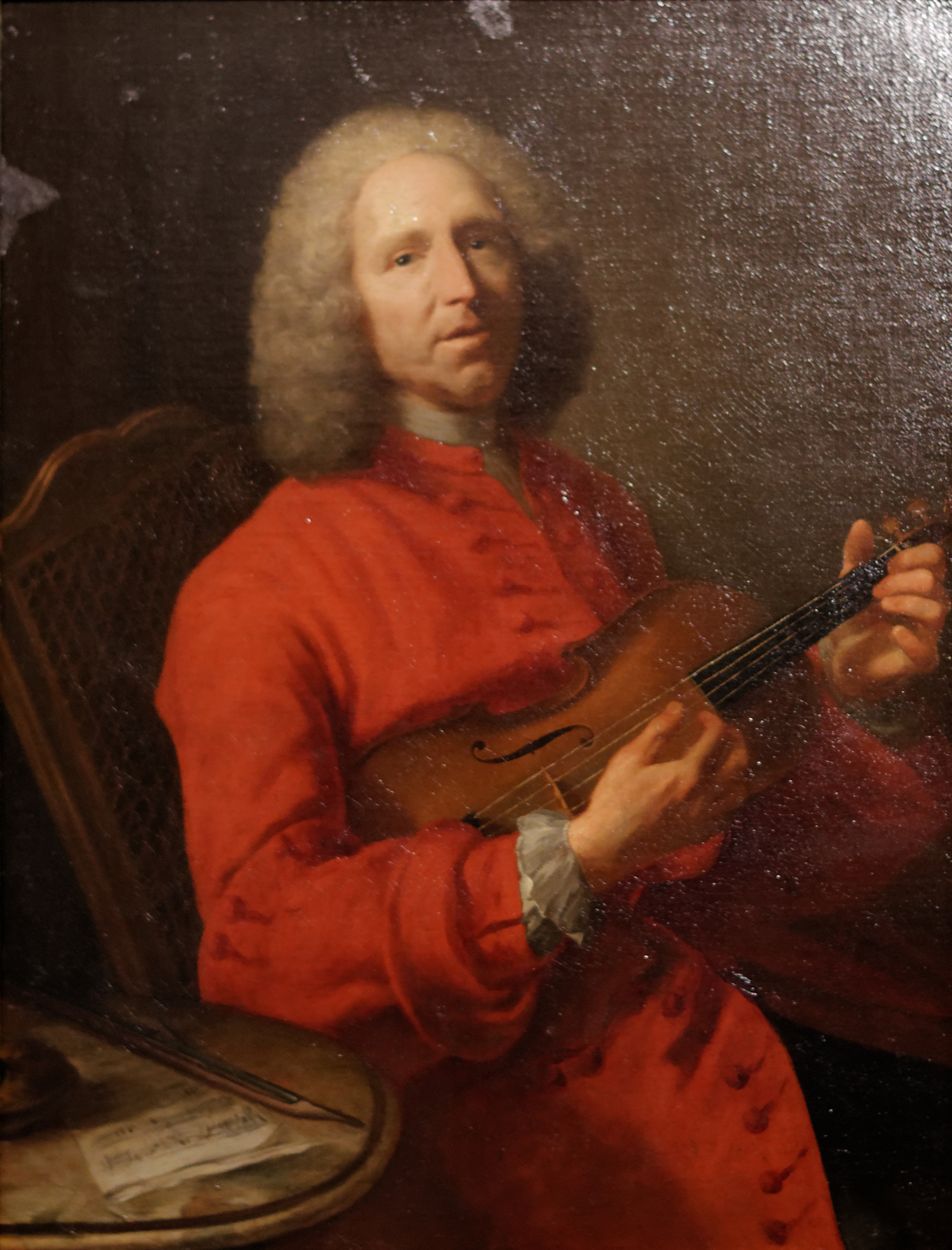
Jean-Philippe Rameau

Les Indes galantes är en operabalett (ballet héroïque) i en prolog och fyra akter (entrées) med musik av Jean-Philippe Rameau och libretto av Louis Fuzelier.

## Historia
Efter den dramatiska utsvävningen med Hippolyte et Aricie  använde sig Rameau i Les Indes galantes av en enklare uttrycksform med den speciella franska genren opéra-ballet. De fyra akterna utspelas var och en på en exotisk plats och de dramatiska händelserna gav rika tillfällen till både arior och stora körer och baletter. Vid premiären den 23 augusti 1735 på Théâtre du Palais-Royal i Paris spelades bara prologen och de två första delarna. Hela operan hade premiär den 10 mars 1736.

## Personer

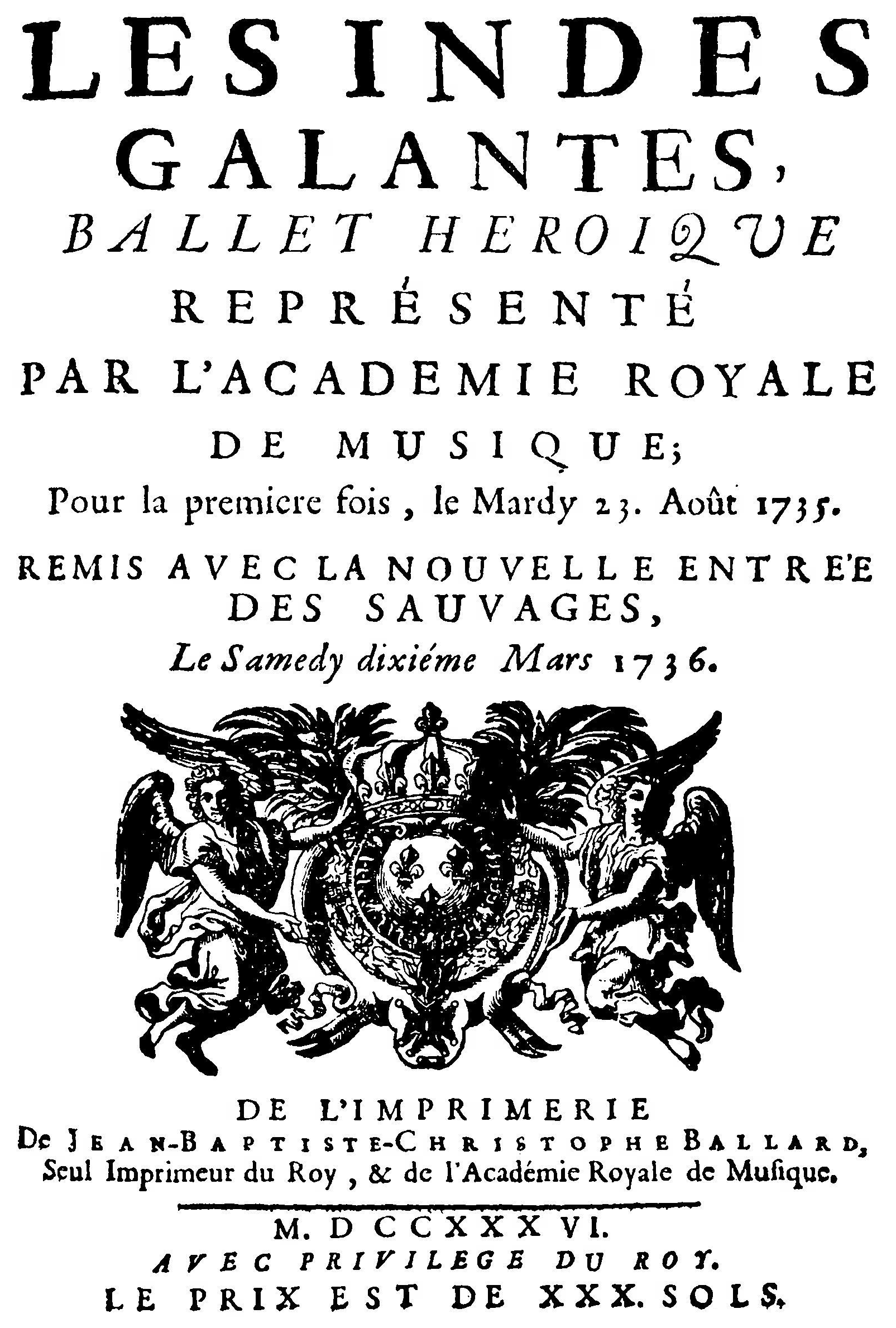
Premiären 1736

- Hébé (sopran)
- L' Amour (Kärleken) (sopran)
- Bellone (baryton)
- Emilie (sopran)
- Valère (haute-contre)
- Pasha Osman (baryton)
- Phani (sopran)
- Don Carlos (haute-contre)
- Huascar (bas)
- Fatime (sopran)
- Zaïre (sopran)
- Tacmas (haute-contre)
- Ali (baryton)
- Zima (sopran)
- Adario (tenor)
- Damon (haute-contre)
- Don Alvar (bas)

## Handling

### Prolog
Ungdomar från fyra europeiska nationer (Frankrike, Spanien, Italien och Polen) överger gudinnan Hébés njutningar för att följa krigsgudinnan Bellone. Kärleken nedstiger och sänder iväg sina amoriner till de mest avlägsna platser i "Indes" för att söka och skapa nya kärleksmänniskor. 

### Entrée I: Le turc généreux (Den generöse turken)
Den unga franska flickan Emilie har tillfångatagits och sålts som slav till Pasha Osman. Han blir kär i henne men hon kan inte glömma Valère, en fransk sjöman. Valères skepp strandar och han tas till fånga och förs inför Pashan. Osman känner igen honom som den som befriade honom ut slaveriet varpå han friger både honom och Emilie.

### Entrée II: Les incas du Pérou (Inkafolket i Peru)
I den peruanska öknen förbereder inkafolket Solfesten vid randen av en vulkan. En spansk officer, Don Carlos, och en peruflicka, Phani, har förälskat sig i varandra men översteprästen Huascar misstycker och gör så att vulkanen får ett utbrott varpå han tolkar det som gudarnas missnöje. Don Carlos flyr med Phani medan Huascar framkallar ett nytt vulkanutbrott varpå han dör.

### Entrée III: Les fleurs (Blommorna)
Tacmas, en ung persisk prins och hans kamrat Ali har förälskat sig i varsin slavflicka. Tacmas i Zaïre och Ali i Fatime. På blomsterdagen möts de fyra men då Tacmas har klätt ut sig till kvinna och Fatime till man uppstår många förvecklingar. När det uppdagas att slavflickorna är kära den andres herre byter man och de nya paren ägnar sig åt festen.

### Entrée IV: Les sauvages (Vildarna)
Adario är ledaren för en besegrad indianstam. Ute i den amerikanska skogen förbereder han fredsceremonin med de segerrika européerna. Han är förälskad i Zima, hövdingens dotter. Hon åtrås även av spanjoren Don Alvar och fransmannen Damon. Zima väljer Adario och hävdar att spanjorer är för svartsjuka och fransmännen för tveksamma. Det hela slutar med en segerfest.